# Ullrich Haupt Sr.
Pour les articles homonymes, voir Haupt.

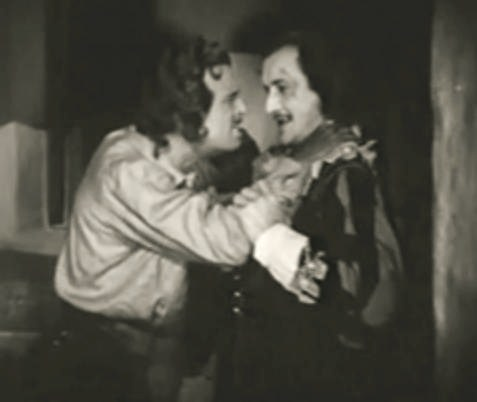
Avec Douglas Fairbanks (à gauche),
dans Le Masque de fer (1929)

Ullrich Haupt Sr., né le 8 août 1887 à Złocieniec (Pologne ; alors Falkenburg, Empire allemand) et mort le 5 août 1931 à Santa Monica (Californie), est un acteur et metteur en scène allemand.

## Biographie
Ullrich Haupt Sr. entame sa carrière d'acteur au théâtre en Allemagne et joue entre autres à Berlin. Puis, au début des années 1910, il s'installe aux États-Unis.
Ainsi, il contribue au cinéma à trente-cinq films américains (dont des courts métrages) dès la période du muet, le premier sorti en 1915. Le dernier est The Unholy Garden de George Fitzmaurice (avec Ronald Colman et Fay Wray), sorti le 28 octobre 1931, moins de trois mois après sa mort prématurée (à trois jours de ses 44 ans), à la suite d'un accident de chasse.
Parmi ses films notables, mentionnons Tempête de Lewis Milestone et autres (1928, avec John Barrymore et Camilla Horn), Le Masque de fer d'Allan Dwan (1929, avec Douglas Fairbanks et Marguerite De La Motte), Cœurs brûlés de Josef von Sternberg (1930, avec Gary Cooper et Marlène Dietrich) et Hors du gouffre de Raoul Walsh (1931, avec Janet Gaynor et Charles Farrell).
Ullrich Haupt Sr. joue également au théâtre aux États-Unis, notamment à Broadway (New York) de 1923 à 1927, dans sept pièces (il est en outre metteur en scène de trois d'entre elles), dont L'Homme et la Masse d'Ernst Toller (1924, avec Blanche Yurka et Erskine Sanford) et L'Affaire Makropoulos (en) de Karel Čapek (1926, avec Harry Davenport et Helen Menken).
Il est le père d'Ullrich Haupt Jr. (en) (1915-1991), lui aussi acteur.

## Filmographie partielle
- 1916 : When Justice Won d'E. H. Calvert (court métrage) : Clemens
- 1916 : The Truant Soul d'Harry Beaumont : Dr Jenkins
- 1917 : The Little Shoes d'Arthur Berthelet : Vasili Arloff
- 1917 : Son habit (Skinner's Dress Suit) d'Harry Beaumont : Perkins
- 1917 : Skinner's Baby d'Harry Beaumont
- 1928 : Tempête (Tempest) de Lewis Milestone, Sam Taylor et Victor Tourjanski : le capitaine
- 1929 : Le Masque de fer (The Iron Mask) d'Allan Dwan : Comte de Rochefort
- 1929 : Wonder of Women de Clarence Brown : Kurt
- 1929 : L'Iceberg vengeur (Frozen Justice) d'Allan Dwan : Capitaine Jones
- 1929 : Madame X (titre original) de Lionel Barrymore : Laroque
- 1929 : L'Affaire Greene (The Greene Murder Case) de Frank Tuttle : Dr Arthur von Blon
- 1930 : Cœurs brûlés (Morocco) de Josef von Sternberg : Adjudant Cæsar
- 1930 : The Bad One de George Fitzmaurice : Pierre Ferrande
- 1930 : Les Amours d'une courtisane (Du Barry, Woman of Passion) de Sam Taylor : Jean du Barry
- 1930 : Le Chant du bandit (The Rogue Song) de Lionel Barrymore : Prince Serge
- 1930 : Nuits viennoises (Viennese Nights) d'Alan Crosland : Hugo, servant dédaigné d'Elsa
- 1931 : La Piste des géants (Die große Fahrt) de Raoul Walsh et Lewis Seiler (version allemande de The Big Trail) : Thorpe
- 1931 : Hors du gouffre (The Man Who Came Back) de Raoul Walsh : Charles Reisling
- 1931 : The Unholy Garden de George Fitzmaurice : Colonel von Axt

## Théâtre à Broadway (intégrale)
- 1923 : La Reine Victoria (Queen Victoria) de David Carb et Walter Prichard Eaton : Prince Albert de Cobourg
- 1924 : L'Homme et la Masse (Man and the Masses) d'Ernst Toller, adaptation de Louis H. Untermeyer : L'Homme
- 1925 : Taps de Franz Adam Beyerlein, mise en scène de Lawrence Marston : Caporal Helbig
- 1925 : The Loves of Lulu de Franz Wedeking, adaptation de Samuel A. Eliot : Dr Ludwig Schoen (+ metteur en scène)
- 1925 : Bridges of Distances d'Ella et John Scrysmour : Li Wenk Lok (+ metteur en scène)
- 1926 : L'Affaire Makropoulos (The Makropulos Secret) de Karel Čapek, adaptation de Randal C. Burrett : Jaroslav Prus
- 1927 : One Glorious Hour d'Ella Barnett : Eric (+ metteur en scène)